# Подвис (Смолянская область)
Подвис (болг. Подвис) — село в Болгарии. Находится в Смолянской области, входит в общину Смолян. Население составляет 128 человек.

## Политическая ситуация
В местном кметстве Подвис, в состав которого входит Подвис, должность кмета (старосты) исполняет Здравко Младенов Беделев (коалиция в составе 2 партий: Союз демократических сил (СДС) и национальное движение «Симеон Второй» (НДСВ)) по результатам выборов правления кметства в 2007 году.
Кмет (мэр) общины Смолян — Николай Тодоров Мелемов (Граждане за европейское развитие Болгарии (ГЕРБ)) по результатам выборов 2011 года, прежде кметом была Дора Илиева Янкова (Болгарская социалистическая партия (БСП)) по результатам выборов 2007 года в правление общины.

## История
Село расположено под горой, на которой находится знаменитая Момчилова крепость, построенная во время правления византийского императора Юстиниана I (527-565). После относительно недолгого существования крепость была сожжена славянами, и перестроена XI веке. В 1343 году византийский император Иоанн VI Кантакузин провозгласил правителя Родоп Момчила севастократором и передал две крепости в Родопах - Подвис (упоминается под именем Повисд в его «Истории») и Св. Ирина (местонахождение неизвестно). Крепость существовала до османского вторжения в конце 14 века, когда она сгорела и не была восстановлена.
В 1966 году Момчилова крепость была объявлена археологическим памятником культуры государственного значения. Построена туристическая инфраструктура для осмотра крепости и дороги до соседних сёл Градыт и Тикале. От Подвиса до крепости ведет экологическая тропа протяженностью 2,5 км.